# HSV Barmbek-Uhlenhorst
Der Hamburger Sportverein Barmbek-Uhlenhorst von 1923 e. V., kurz HSV Barmbek-Uhlenhorst, ist ein Sportverein aus Hamburg mit Sitz im Stadtteil Barmbek-Nord. Neben Fußball, durch den der Verein überregional bekannt ist, werden Handball, Turnen, Gymnastik und Volleyball angeboten.

## Geschichte des Vereins und der Fußballabteilung
Der HSV Barmbek-Uhlenhorst entstand am 15. Oktober 1923, als sich im Rahmen der Reinlichen Scheidung die 150 Mitglieder starke Fußballabteilung der Hamburger Turnerschaft Barmbeck-Uhlenhorst von 1876 eigenständig machte.

### Gründungsphase
Bereits 1925 konnte der vereinseigene Wilhelm-Rupprecht-Sportplatz (siehe unten) eingeweiht werden. Zu diesem Zeitpunkt war der Verein auf 450 Mitglieder angewachsen, stand jedoch noch im Schatten des erfolgreichen Nachbarn USC Paloma Hamburg. Zwar konnte die erste Fußballmannschaft 1928 in die höchste Hamburger Liga aufsteigen. Da diese jedoch nach nur einem Spieltag wegen der Fußball-Revolution den Betrieb einstellte, konnte man sich dort nicht auszeichnen. Die folgende Reform des Ligensystems hatte die erneute Einstufung in der Zweitklassigkeit zur Folge. Bis 1935 ging die Mitgliederzahl dann auf 315 zurück. Während des Zweiten Weltkrieges bildete der Verein wie viele andere auch Kriegssportgemeinschaften (KSG), um den Spielbetrieb aufrechterhalten zu können. Von 1943 bis 1944 bildet der Verein zusammen mit der Post SG Hamburg die KSG Post/BU Hamburg. Diese wurde dann am 23. Juni 1944 durch den SV St. Georg und dem SC Sperber Hamburg zur KSG Alsterdorf erweitert.

### Nachkriegszeit und Aufschwung
Ab 1946 firmierte der Verein dann wieder als HSV Barmbek-Uhlenhorst. Nach der Aufnahme des FC Rot-Weiß Hamburg 1923 im Jahr 1949 beschloss der Verein, sich mit Wirkung vom 21. November 1954 den endgültigen Namen HSV Barmbek-Uhlenhorst von 1923 zu geben. 1955 stiegen die Fußballer erstmals in die Verbandsliga auf. Dort verweilte der Verein sieben Jahre, ehe nach zwei zweiten Plätzen 1960 und 1961 in der Saison 1961/62 durch ein 2:1 im Entscheidungsspiel ausgerechnet gegen Nachbar USC Paloma vor 6000 Zuschauern der Aufstieg in die Landesliga Hamburg gelang. Dort wurde man auf Anhieb Hamburger Amateurmeister und qualifizierte sich für die Aufstiegsrunde zur zweitklassigen Regionalliga Nord. Durch das 3:1 im Entscheidungsspiel gegen Leu Braunschweig gelang 1963 erstmals der Aufstieg in den bezahlten Fußball. Doch am Ende der Saison 1963/64 folgte als Tabellenletzter mit nur fünf Siegen der sofortige Abstieg.

### Jahre der Zweitklassigkeit

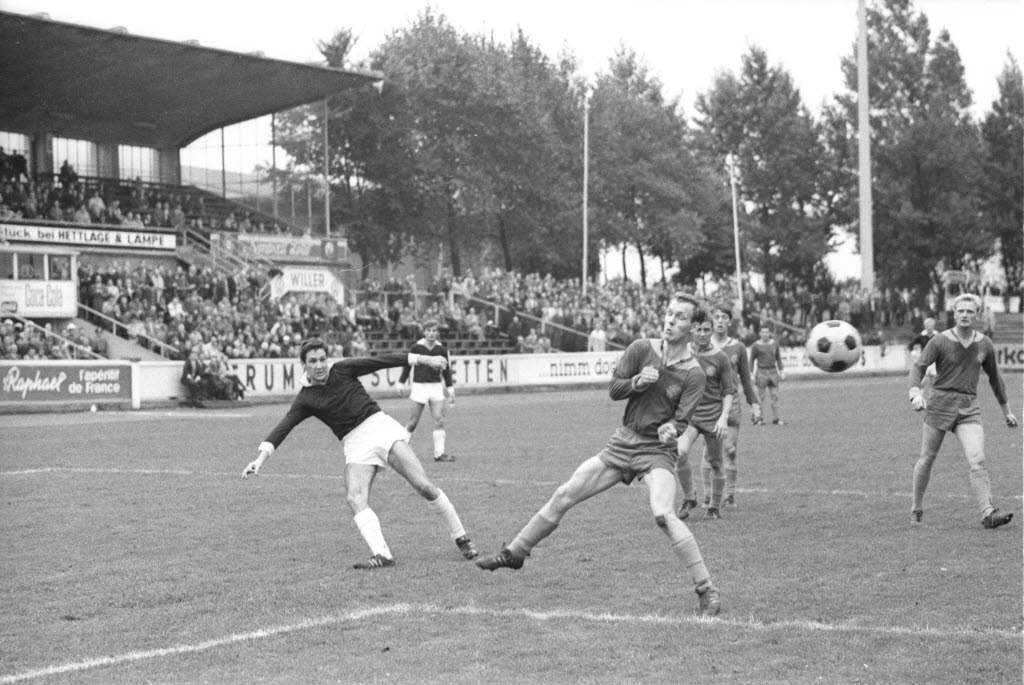
Regionalligaspiel Holstein Kiel – Barmbek-Uhlenhorst, Endstand 5:0, 24. September 1966

Doch nur zwei Jahre später konnte sich der HSV Barmbek-Uhlenhorst unter Trainer Edu Preuß mit nur drei Saisonniederlagen souverän in der Landesliga Hamburg und in der folgenden Qualifikationsrunde für die Regionalliga Nord qualifizieren. Dort etablierte sich der Verein als dritte Kraft im Hamburger Fußball hinter dem Bundesligisten Hamburger SV sowie dem ebenfalls in der Regionalliga spielenden FC St. Pauli. Eine Grundlage bildete dabei die herausragende Jugendarbeit. Mit über 30 Jugendmannschaften hatte der HSV Barmbek-Uhlenhorst in den 1960er Jahren die zweitgrößte Jugendabteilung eines deutschen Fußballvereins. Doch auch die finanzielle Unterstützung durch Hermann Sanne, der aus einem kleinen Schrotthandel ein florierendes Entsorgungsunternehmen gemacht hatte, war ein wesentliches Element für den Erfolg. Er ermöglichte unter anderem die dringend erforderliche Ausstattung des eigenen Stadions mit einem Rasenplatz.
Der Verein sorgte zunehmend für Begeisterung beim Hamburger Publikum. Kamen 1966/67 in der ersten Saison nach dem Wiederaufstieg im Schnitt nur 1906 Zuschauer zu den Heimspielen auf dem Sperber-Platz in Alsterdorf, waren es nach der Rückkehr auf den eigenen Platz 1969/70 bereits 3676.
Sponsor Sanne hatte das Ziel ausgegeben, den FC St. Pauli als zweite Kraft im Hamburger Fußball abzulösen. Als während der schwierigen Saison 1967/68 die gesamte Mannschaft kündigte, nutzte er dies als Chance und lockte zahlreiche erfahrene Spieler nach Barmbek, darunter den 14-fachen Nationalspieler Willi Giesemann und den zweiten Torwart des Hamburger SV, Erhard Schwerin.
Als der derart verstärkte Verein 1970/71 sogar um den Aufstieg in die Fußball-Bundesliga spielte und am Ende mit dem fünften Platz erstmals im oberen Tabellendrittel landete, kamen sogar 4053 Zuschauer. Trotz der wachsenden Zuschauerresonanz und der finanziellen Unterstützung blieben die Strukturen jedoch wenig professionell. Kameradschaft und Zusammenhalt standen an erster Stelle. Statt mit dem Bus mussten die Spieler mit den eigenen PKWs zu den Auswärtsspielen fahren. Nach dem Abschied von Trainer Edu Preuß übernahm 1971 Reinhold Ertel das Training. Trotz des Wechsels von Klaus Fock, der für die Rekordablöse von 150.000 DM zum belgischen Erstligisten KFC Beringen wechselte, blieb der Verein erfolgreich. Zwei fünfte und sogar ein vierter Tabellenplatz konnten jedoch das nachlassenden Zuschauer-Interesse nicht verhindern.
Verstärkt durch den elffachen Nationalspieler Gert „Charly“ Dörfel gelang 1974 die Qualifikation für die neu geschaffene 2. Bundesliga Nord. Trotz großer Zweifel entschloss sich die Vereinsführung, das Risiko 2. Bundesliga anzugehen. So konnte man beispielsweise wegen mangelnder Erfüllung der Sicherheitsauflagen nicht auf dem eigenen Platz an der Steilshooper Straße in Barmbek spielen, sondern musste an den Rothenbaum umziehen. Für das Zweitliga-Jahr 74/75 wurde mit einem Mannschaftshaushalt von 600 000 D-Mark gerechnet, der Verein wollte Zuschauer mit günstigen Preisen für Eintrittskarten anlocken.
Die Saison endete mit einem Desaster: Als Tabellenletzter stand nicht nur der Abstieg in die Amateuroberliga Nord fest, zusätzlich belasteten 500.000 DM Schulden den Verein. Auch der erhoffte Zuschauerzuspruch blieb weitgehend aus. Sportlich dennoch beachtlich war der 1:0-Sieg gegen Borussia Dortmund am 15. Februar 1975. Anfang Mai 1975 wohnten dem Heimspiel gegen Schwarz-Weiß Essen nur 307 zahlende Zuschauer bei, am vorletzten Spieltag Anfang Juni 1975 kamen sogar nur 276 Zuschauer zur Begegnung mit Arminia Bielefeld ins Rothenbaum-Stadion. Eine notwendige Bürgschaft durch den Senat verweigerte dieser aufgrund der finanziellen Probleme der Stadt. Gerettet wurde der Verein durch eine bis dahin beispiellose Spendenbereitschaft der Bevölkerung und der Prominenz: Der „große“ HSV trat zu einem Freundschaftsspiel an, das Ernst-Deutsch-Theater spendierte den Erlös zweier Vorstellungen, und als Höhepunkt wurden 10.000 Langspielplatten Stars singen für BU hergestellt, auf der u. a. Heino, Gitte, Costa Cordalis und Roberto Blanco zu hören sind.

### Niedergang und Wiederaufstieg
Der Verein überlebte zwar finanziell, doch der Absturz in niedere Fußballregionen konnte in den folgenden Jahren nicht verhindert werden. Zunächst spielte die Mannschaft nach dem Zweitligaabstieg unter Trainer Bernd Brehme in der Oberliga. In der Spielzeit 1977/78 erreichte Barmbek/Uhlenhorst in der Oberliga den fünften Tabellenplatz und zog dadurch als beste Hamburger Mannschaft dieser Liga in die Spielrunde um die Deutsche Amateurmeisterschaft ein. Dort verlor BU aber in der ersten Runde gegen die Eintracht Frankfurt Amateure. Im Herbst 1978 wurden mit Siegmund Malek und Arthur Kreienbrinck zwei BU-Spieler in der bundesdeutschen Amateurnationalmannschaft eingesetzt. In der Saison 1978/79 sorgten Andreas Brehme und Joachim Philipkowski, die beide trotz Jugendalters bereits in die Oberliga-Mannschaft hochgezogen worden waren, für Aufsehen. Bernd Brehme schied 1980 als Trainer aus, fortan wurde die Mannschaft von Ulrich Schulz als Spielertrainer betreut. Am Ende der Saison 1980/81 stand der Abstieg in die Viertklassigkeit der Hamburger Verbandsliga fest und ein weiteres Jahr später folgte der erneute Abstieg, diesmal in die fünftklassige Landesliga. 1983 wurde ein Zusammenschluss mit dem SC Urania erwogen, zu den Gründen für die Überlegungen gehörte die (gemeinsame) Stadionfrage, da bereits geplant war, auf dem städtischen Gelände des Platzes an der Steilshooper Straße Wohnungen zu errichten. Als eine Möglichkeit wurde deshalb in Betracht gezogen, Uranias Grandplatz zu einem Stadion auszubauen. Im Laufe der 1980er Jahre stieg der Verein sogar bis in die sechstklassige Bezirksliga Nord ab. Danach spielte der Verein überwiegend in der Verbandsliga bzw. der Landesliga; am Ende der Saison 2003/04 konnte er sich überraschend für die neugeschaffene Oberliga Nord qualifizieren. Nach einem Jahr musste BU knapp absteigen. Dennoch galt die Saison als Erfolg, da man sich in der neuen Liga mit den Spitzenteams aus den zwei zusammengelegten Oberligen Schleswig-Holstein/Hamburg und Niedersachsen/Bremen auseinandersetzen musste. Bis 2011 spielte BU in der fünftklassigen Oberliga Hamburg, stieg dann für ein Jahr in die Landesliga Hansa ab und gehörte nach direktem Wiederaufstieg seit der Saison 2012/13 wieder der Oberliga Hamburg an. In der Saison 2022/23 folgte der Abstieg in die Landesliga, wobei der Verein seitdem nunmehr in der Landesligastaffel Hammonia antritt.

### DFB-Pokal
Fünfmal in seiner Vereinsgeschichte erreichte BU die 1. Hauptrunde des DFB-Pokals, doch lediglich 1975 konnte die zweite Runde erreicht werden.
In der Spielzeit 1972/73 wurde der FC Bayern München den Barmbekern zugelost. Vor der Rekordkulisse von 12.000 Zuschauern am Rothenbaum ging das Hinspiel 1:4 verloren (den Ehrentreffer für BU erzielte Greif), das Rückspiel bescherte den Blau-Gelben dann eine glatte 0:7-Niederlage im Münchener Olympiastadion. 1973/74 musste man sich dem KSV Hessen Kassel im dortigen Auestadion mit 1:2 geschlagen geben. Im darauffolgenden Jahr (1974/75) ereilte BU, diesmal als Zweitligist, zum dritten Mal in Folge das Erstrundenaus. Gegen die unterklassigen Sportfreunde Siegen gab es an der „Anfield“, wie der Wilhelm-Rupprecht-Platz in liebevoller Übertreibung genannt wurde, eine 1:2-Niederlage. Etwas erfolgreicher verlief die Pokalsaison 1975/76. In der 1. Hauptrunde war man bei den Amateuren des VfB Stuttgart mit 3:1 erfolgreich. Das Aus folgte dann in der 2. Hauptrunde mit einer Heimniederlage gegen Hassia Bingen mit 2:3 n. V.
Durch einen 2:0-Finalsieg im Oddset-Pokal gegen den SC Condor im Stadion Hoheluft qualifizierte sich der HSV Barmbek-Uhlenhorst am 25. Mai 2015 für den DFB-Pokal 2015/16. Am 9. August 2015 schied er in der ersten Hauptrunde gegen den Bundesliga-Absteiger Sport-Club Freiburg mit 0:5 aus.

### Besonderes
Ein Tor der außergewöhnlichen Art erzielte Schlussmann Klaus Hinrich Müller am 25. Mai 1976 im Punktspiel gegen die SpVgg Preußen Hameln. Mit einem Abschlag beförderte er das Leder über eine Distanz von 95 Metern über den Gästekeeper hinweg ins Hamelner Tor.
Ein nicht alltägliches Eigentor schoss Verteidiger Paul Biege. Als Torwart Müller ihm den Ball aus 30 Metern zuwarf und Biege nicht sofort reagierte, wurde er von Müller gerüffelt. Wütend drosch Biege daraufhin den Ball über seinen Torhüter hinweg ins eigene Netz.

### Bekannte Spieler
- Guy Acolatse
- Peter Agge
- Harry Bähre
- Karl-Heinz Baumann
- Werner Baumann
- Paul Biege
- Andreas Brehme, Weltmeister 1990
- Bernd Brehme, Vater von Andreas Brehme
- Jürgen Degen
- „Charly“ Dörfel, Ex-Nationalspieler des HSV
- Uwe Dreyer
- Horst Engel, Rekordspieler der Regionalliga Nord
- Viktor Eglitis
- Florian Esch
- Klaus Fock, wechselte 1972 für eine Rekordablöse zum belgischen KFC Beringen
- Uwe Genat
- Willi Giesemann
- Dieter Goldbach
- Heinz-Dieter Greif
- Wolfgang Hagemann
- Lothar Hinrichs
- Markus Maria Jansen
- Ralf Kelm
- Peter Kilian
- Wolfgang Krause
- Ernst Kreuz
- Jörg Martin
- Karl-Heinz Martini
- Peter Metz
- Klaus-Hinrich Müller
- Joachim Philipkowski
- Thomas Quoos
- Dietmar Reinke
- Helmut Sandmann
- Michael Schenk
- Ulrich Schulz
- Erhard Schwerin
- Dietrich Siemering

### Stadion
Die Heimat des HSV Barmbek-Uhlenhorst war etwa 90 Jahre lang der Wilhelm-Rupprecht-Platz in der Steilshooper Straße 210 in Hamburg-Barmbek, bevor dieser im Jahre 2015 abgerissen wurde. Ab dem Jahre 2016 werden die wichtigsten Spiele im neugebauten Stadion Dieselstraße in der Dieselstraße 6 ausgetragen. Dort befindet sich seitdem auch die Geschäftsstelle des Vereins. Eine weitere Spielstätte ist die Sportanlage Langenfort, die ebenfalls im Stadtteil Hamburg-Barmbek liegt.

#### Wilhelm-Rupprecht-Platz
Der Wilhelm-Rupprecht-Platz wurde 1925 eröffnet. Das Stadion bot 7000 Zuschauern Platz, unter anderem auf 1.000 unüberdachten Sitzplätzen. Benannt wurde es nach dem Gründungsvorsitzenden Wilhelm Rupprecht (1923–1938 Vorsitzender). Ursprünglich gehörte die Fläche an der Steilshooper Straße der Hamburger Turnerschaft Barmbeck-Uhlenhorst 1876. Doch nachdem sich 1923 im Rahmen der „reinlichen Scheidung“ zwischen Turnen und Sport die Fußballabteilung selbständig gemacht hatte, ging die Anlage an den neuen Verein über, der sie am 30. August 1925 mit einer Partie gegen den Eimsbütteler TV einweihte.
Da es sich jedoch um einen Grandplatz handelte, musste der HSV Barmbek-Uhlenhorst nach dem Aufstieg in die Regionalliga Nord seine Heimspiele in einem Stadion mit Rasenplatz austragen. 1963/64 spielte man deshalb in der Jahn-Kampfbahn im Stadtpark, die 10.000 Zuschauer fassen konnte. Nach dem Wiederaufstieg zur Spielzeit 1966/67 wich der Verein zunächst auf den Sperber-Platz in Alsterdorf aus, bis am 22. August 1967 der Rasenplatz im eigenen Stadion eingeweiht werden konnte. Der Zuschauerrekord wurde beim Eröffnungsspiel an diesem Tag gegen den Hamburger SV aufgestellt: 7000 Zuschauer sahen, wie Andreas Brehme als sechsjähriger Junge Uwe Seeler den Vereinswimpel überreichte.
Nach Einführung der 2. Bundesliga Nord musste BU in der Saison 1974/75 im Stadion des Hamburger SV am Rothenbaum spielen, da der Wilhelm-Rupprecht-Platz als zu klein und wegen eines fehlenden Zaunes auch als zu unsicher galt. Das Vereinsheim und der Wilhelm-Rupprecht-Platz dienten als Krimi-Kulisse für die Tatort-Folge Platzverweis für Trimmel aus dem Jahr 1973.
Zum Auftakt der Spielzeit 2015/16 der Oberliga Hamburg fand am 31. Juli 2015 das letzte Spiel an der Barmbeker „Anfield“ statt. Vor 2700 Zuschauern schlugen die Blau-Gelben den Stadtrivalen Altona 93 mit 3:0. Prominente Zaungäste waren unter anderen HSV-Idol Uwe Seeler und Lotto King Karl, der nach Spielschluss ein „Abschiedskonzert“ gab. Der Abriss erfolgte, da die Stadionfläche und das angrenzende Gelände des Opernfundus sowie weitere Kleingartenflächen für den Wohnungsbau benötigt wurden. Bis zu deren Fertigstellung der neuen Spielstätte im Februar 2016 trug BU seine Heimspiele auf dem Platz des VfL 93 am Borgweg aus.

#### Stadion Dieselstraße
Seit dem Jahre 2016 ist die neue Heimat des HSV Barmbek-Uhlenhorst das Stadion Dieselstraße, das sich auf einer Fläche zwischen Dieselstraße und Bramfelder Straße südlich der U-Bahn-Trasse befindet. Es fasst circa 2000 Zuschauer und beinhaltet unter anderem eine überdachte Sitzplatztribüne für 300 Besucher. Die Spielfläche ist ein Kunstrasen, der laut Verein „einen Tick länger als der auf dem Rupprechtplatz, aber genauso breit“ ist. Angelehnt an den Spitznamen des Wilhelm-Rupprecht-Platzes wird das Stadion von Vereinsseite und in der Presse auch als Anfield 2.0 bezeichnet.
Das erste Spiel in dem Stadion war ein Testspiel gegen den VfL 93 als Dank dafür, dass BU dessen Platz am Borgweg in den vorangegangenen Monaten hatte nutzen dürfen, und wurde mit 3:0 durch den HSV Barmbek-Uhlenhorst gewonnen. Die offizielle Eröffnung der gesamten Anlage fand jedoch erst sechs Monate später mit einem Blitzturnier gegen die Mannschaften des SC Victoria und der TuS Hartenholm statt.

## Handball
Die Handballerinnen des HSV Barmbek-Uhlenhorst spielten in den 1950er Jahren in der Stadtliga der Damen. Die Abteilung ist inzwischen Teil der HG Hamburg-Barmbek, der auch der SC Urania Hamburg sowie USC Paloma Hamburg angehören. Die Männer spielen derzeit in der dritten Liga Nord. Die Männer wurden 2017 zum vierten Mal in Folge Hamburger Pokalsieger.